# 埼玉県立川口特別支援学校
埼玉県立川口特別支援学校（さいたまけんりつ かわぐちとくべつしえんがっこう）は、埼玉県川口市赤井にある公立特別支援学校。

## 沿革
- 1975年4月1日 - 埼玉県立川口養護学校が開校
- 2009年4月1日 - 埼玉県立川口特別支援学校と改称
- 2023年4月1日 ‐ 埼玉県立鳩ヶ谷高等学校内に鳩ヶ谷分校を開校。

## 学部
- 小学部
- 中学部
- 高等部

## 通学区域
- 川口市